# Персидский полоз
Персидский полоз (лат. Zamenis persicus) — вид змей из семейства ужеобразных, обитающий на юго-востоке Азербайджана и севере Ирана.

## Внешний вид
Тело достигает длины до 100 см. Внешне напоминает эскулапова полоза, но отличается от него более мелкими размерами и особенностями окраски: тело чёрное или почти чёрное, на верхнегубных щитках, боках головы и на нижней стороне туловища имеются светлые участки, на спине отсутствуют белые полоски. Нильсон и Андрен сообщали о находке самца персидского полоза оливково-коричневой окраски с мелкими тёмными пятнами и чёрным ошейником. Молодые полозы отличаются от взрослых белым брюхом

## Ареал
Распространён в лесной зоне в предгорьях Талыша, Ленкорани и сёлах Шахагач и Гюгавар на юго-востоке Азербайджана и в предгорьях Эльбурса вдоль побережья Каспийского моря в Гиляне и Мазендеране на севере Ирана. Встречается на высоте до 1700 м над уровнем моря.

## Образ жизни
Экология вида изучена плохо. Населяет гирканские леса, могут встречаться среди руин. Прячется среди трещин, в расщелинах, под камнями. Питается грызунами и амфибиями.
Это яйцекладущая змея. Самка откладывает от 4 до 9 яиц. Молодые полозы появляются через 2 месяца.

## Угрозы и охрана
В некоторых частях ареала вылавливается для продажи в качестве экзотического питомца, к локальным угрозам относят трансформацию местообитаний из-за развития сельского хозяйства, вырубку лесов и урбанизацию. Международный союз охраны природы отнёс персидского полоза к «видам, для оценки угрозы которым недостаточно данных», однако возможно, что с появлением новой информации о нём с территории Ирана, его можно будет отнести к «видам, вызывающим наименьшие опасения». Охраняется в Гирканском национальном парке, возможно встречается на охраняемых природных территориях в Иране.

## Систематика и филогения
Описан Вернером в 1913 году. Долгое время рассматривался как подвид эскулапова полоза, пока в 1984 году не был признан отдельным видом. По данным молекулярно-филогенетического исследования, опубликованному Сальви с соавторами в 2018 году, персидский полоз является сестринским таксоном по отношению к ладе, включающей леопардового полоза, эскулапова полоза и Z. lineatus. Предполагается, что его отделение от общего предка этих видов произошло в позднем миоцене и связано с процессами горообразования в Малой Азии и на Кавказе и изменением климата в этом регионе.